# Vierde

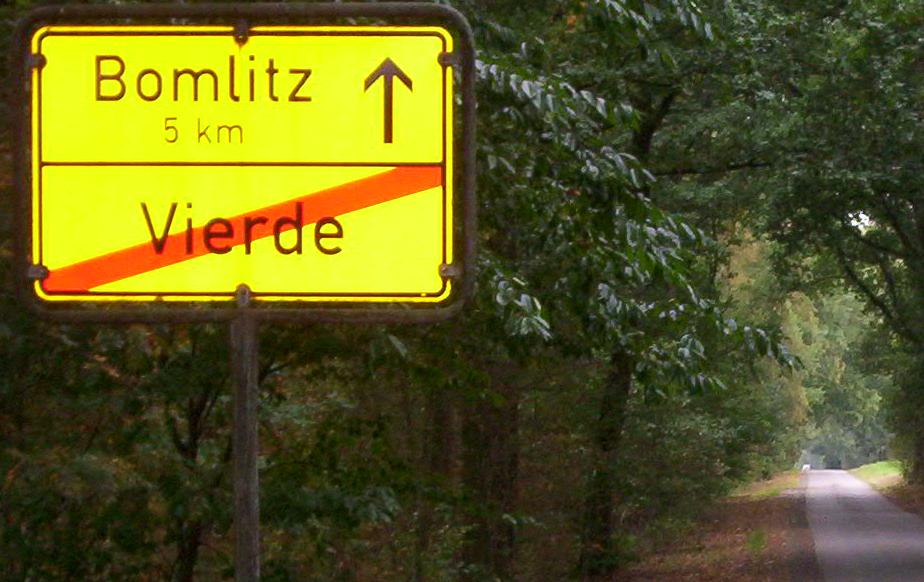
Vierde

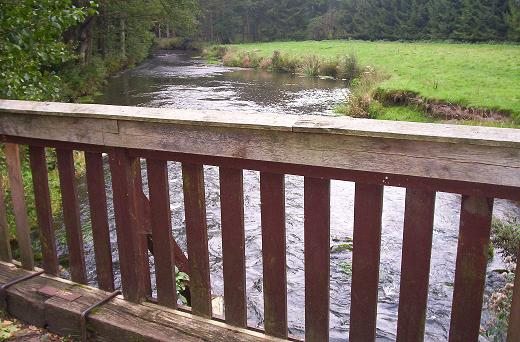
Die Böhme bei Vierde

Vierde ist ein zur Stadt Bad Fallingbostel im niedersächsischen Landkreis Heidekreis gehörendes Dorf.

## Geografie
Vierde liegt im Tal der Böhme, das hier, in seinem mittleren Talabschnitt, rund 40 Meter in die schwachwelligen Hochflächen der Heidmark eingeschnitten ist (südwestliche Lüneburger Heide).
Der Ort liegt an der Landesstraße 163 nordöstlich von Bad Fallingbostel. Zum Ort gehören der Weiler Küddelse und der Doppelhof Klint.

## Geschichte
Die erste urkundliche Erwähnung des Ortes erfolgte um 1337. Der Name Vierde leitet sich von den vier Vollhöfen ab, aus denen Vierde einst bestand.
Vierde ist bis heute landwirtschaftlich geprägt. Im Allgemeinen war bis in das 19. Jahrhundert hinein die Schnuckenhaltung der Haupterwerb der Heidebauern. Erst nach Aufbrechen des Ortsteines, eines festen Bodenhorizontes, gelang es, Ackerboden zu kultivieren, so dass mit dem Anbau von Getreide und Feldfrüchten neue Erwerbsquellen erschlossen werden konnten. Vierde gehört jedoch zum Naturraum der Fallingbosteler Lehmplatten mit einigen schon seit jeher ackerfähigen Bereichen.
Eng verbunden mit der Geschichte und der Entwicklung des Ortes sind alt eingesessene Familien. Die ältesten Familiennamen sind unter anderem: 1379: Ghogeue, 1438: Bode 1438: Niegemeiger, 1438: de rode Cordesche, 1438: Metteke, 1438: Detmer: 1438: Eggerdeschen stede woste, 1528: Hans Lethsemann, 1528: Cordt Pruschhagen, 1528: Cordt tom Kampe, 1528: Dirick, 1528: Enmers, 1899: Oelfke. Große Hofanlagen künden noch heute von den Entwicklungen dieser Familien.
Große Teile der Heidmark wurden 1935/36 zu einem Truppenübungsplatz (heute größter Truppenübungsplatz Europas), wobei zahlreiche Dörfer von der Landkarte verschwanden.
Unterhalb der Ortslage befindet sich seit einigen Jahrzehnten im hier recht engen Böhmetal der Zeltplatz Böhmeschlucht.

## Politik und Soziales
Ortsvorsteher ist Uwe Jansen.
Das Vereinsleben ist ein wichtiges Element des sozialen Zusammenhaltes. Ein Beispiel ist der Schützenverein Adolphsheide-Vierde.

## Kultur und Sehenswürdigkeiten
- Bronzezeitliche Grabanlage
- Die Lieth, mittelgebirgsähnliche, bis zu 40 Meter hohe Steilufer der Böhme. Nach ihnen ist auch der Doppelhof Klint benannt, was im Niederdeutschen eine steile Geländekante bezeichnet.

Über den Hexenberg bei Vierde gibt es eine Sage, nach der die Pferde den Wagen mit dem Sarg einer im Papenhaus gestorbenen Hexe kaum zu ihrem Begräbnisplatz auf dem Berg ziehen konnten, und aus dem dann beim Leitzmanns-Hof schließlich geöffneten Sarg eine Sau gesprungen war.